# 东京女学馆大学
东京女学馆大学（英語：Tokyo Jogakkan College）位于日本东京都町田市鹤间1105，是日本的私立大学，2002年設立，其历史可追溯至1886年，大学简称女学馆。学校在2017年停辦。

## 沿革
- 1886年（明治19年），「女子教育奖励会创立委员会」成立。
- 1888年（明治21年），东京女学馆设立。
- 1956年（昭和31年），东京女学馆短期大学（文科）设置认可、东京都涩谷区广尾开学。[1]
- 1978年（昭和53年），学校搬迁到现在地点、东京都町田市鹤间。
- 1995年（平成7年）， 短期大学学科改组（国际文化学科、情报社会学科）。
- 2000年（平成12年）， 短期大学的招生停止。
- 2002年（平成14年）， 东京女学馆大学（国际教养学部）开学。
- 2013年（平成25年）， 停止招生。
- 2017年（平成29年）， 停辦。

## 院系
- 国际教养学部 
  - 国际教养学科

## 著名人士
- 阿刀田高 （客员教授、直木赏作家·同选考委员）
- 新浪刚史 （客员教授、株式会社成员）
- 天野正子（第4代校长）
- 加藤千恵（东京女学馆大准教授）
- 麦仓哲（东京女学馆大教授）